# Shawsville (Virginia)
Shawsville es un lugar designado por el censo en el  Condado de Montgomery, Virginia, Estados Unidos. Según el censo de 2010 tenía una población de 1.310 habitantes.

## Demografía
Según el censo del 2000, Shawsville tenía 1.029 habitantes, 431 viviendas, y 299 familias. La densidad de población era de 171,2 habitantes por km².
De las 431 viviendas en un 35%  vivían niños de menos de 18 años, en un 49,2%  vivían parejas casadas, en un 12,5% mujeres solteras, y en un 30,6% no eran unidades familiares. En el 23,9% de las viviendas  vivían personas solas el 7,7% de las cuales correspondía a personas de 65 años o más que vivían solas. El número medio de personas viviendo en cada vivienda era de 2,39 y el número medio de personas que vivían en cada familia era de 2,79.
Por edades la población se repartía de la siguiente manera: un 25,6% tenía menos de 18 años, un 8,6% entre 18 y 24, un 31,6% entre 25 y 44, un 24,3% de 45 a 60 y un 10% 65 años o más.
La edad media era de 34 años.  Por cada 100 mujeres de 18 o más años  había 94,4 hombres.
La renta media por vivienda era de 31.953$ y la renta media por familia de 36.667$. Los hombres tenían una renta media de 32.679$ mientras que las mujeres 19.783$. La renta per cápita de la población era de 27.174$. En torno al 6,9% de las familias y el 10,2% de la población estaban por debajo del umbral de pobreza.

## Localidades adyacentes
El siguiente diagrama muestra a las localidades más próximas a Shawsville.